# هيو داير
هيو داير (بالإنجليزية: Hugh Dyer)‏ (1961 - ) هو ملاكم بليزي.

## وصلات خارجية
- هيو داير على موقع بوكس ريك (الإنجليزية) (registration required)
- هيو داير على موقع اللجنة الأولمبية الدولية (الإنجليزية)
- هيو داير على موقع أوليمبيديا (الإنجليزية)